# Семёнов, Владимир Кузьмич
Владимир Кузьмич Семёнов (1920—1990) — подполковник Советской Армии, участник Великой Отечественной войны, Герой Советского Союза (1945).

## Биография

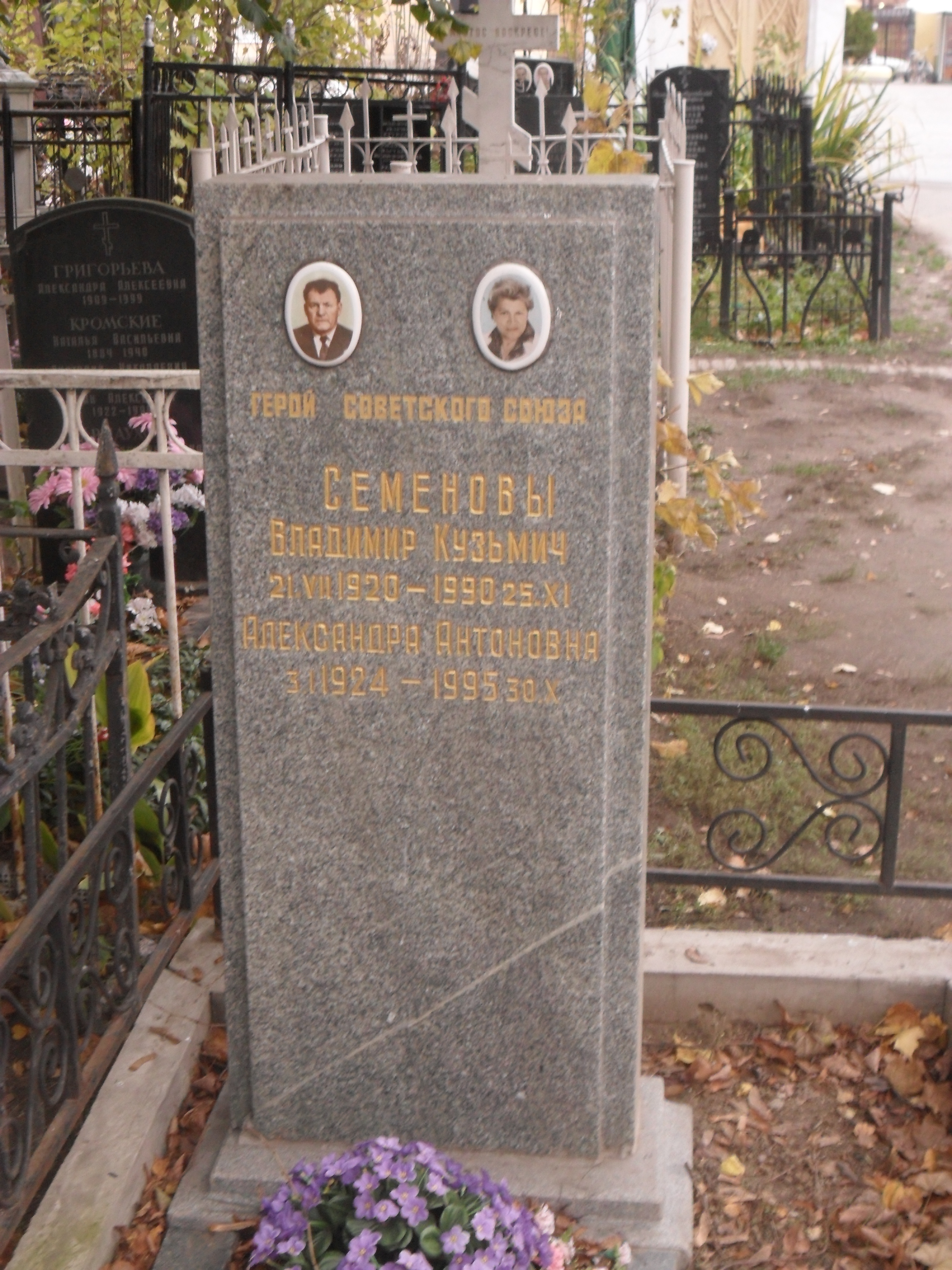
Могила Семёнова на Ваганьковском кладбище.

Владимир Семёнов родился 21 июля 1920 года в городе Полторацке (ныне — Ашхабад). Окончил девять классов школы.
В 1940 году Семёнов был призван на службу в Рабоче-крестьянскую Красную Армию. 
В 1941 году он окончил Энгельсское военное авиационное училище. 
С июня 1943 года — на фронтах Великой Отечественной войны.
К январю 1945 года старший лейтенант Владимир Семёнов был старшим лётчиком 187-го отдельного корректировочно-разведывательного авиаполка 15-й воздушной армии 2-го Прибалтийского фронта. К тому времени он совершил 122 боевых вылета на разведку, аэрофотосъёмку и корректировку огня советской артиллерии.
Указом Президиума Верховного Совета СССР от 29 июня 1945 года «за образцовое выполнение боевых заданий командования на фронте борьбы с немецкими захватчиками и проявленные при этом мужество и героизм» старший лейтенант Владимир Семёнов был удостоен высокого звания Героя Советского Союза с вручением ордена Ленина и медали «Золотая Звезда» за номером 3138.
После окончания войны Семёнов продолжил службу в Советской Армии. В 1947 году он окончил Краснодарскую высшую офицерскую авиационную школу штурманов. В 1958 году в звании подполковника Семёнов был уволен в запас. Проживал в Москве. Умер 29 ноября 1990 года, похоронен на Ваганьковском кладбище Москвы.
Был также награждён двумя орденами Красного Знамени, орденами Отечественной войны 1-й и 2-й степеней, двумя орденами Красной Звезды, рядом медалей.